# Стрілець Андрій Володимирович
Андрі́й Володи́мирович Стріле́ць (1990—2023) — старший солдат Збройних сил України, учасник російсько-української війни.

## Життєпис
Народився 6 грудня 1990 року в селі Калинівка Конотопського району Сумської області.
Військову службу проходив в званні старшого солдата на посаді оператора відділення ударних безпілотних комплексів.
Загинув 16 грудня 2023 року на Донеччині.

## Нагороди
- Орден «За мужність» III ступеня (31 жовтня 2024, посмертно) — за особисту мужність, виявлену у захисті державного суверенітету та територіальної цілісності України, самовіддане виконання військового обов'язку[2].
- Почесний громадянин Конотопа (2024).